# Castillo de Devín
El castillo de Devín (en eslovaco: hrad Devín o Devínsky hrad, en húngaro: Dévény) es un castillo situado en Devín, una parte de Bratislava, la capital de Eslovaquia.
Su posición estratégica, a una altitud de 212 m en la confluencia de los ríos Danubio y Morava, hace que constituya un lugar ideal para una fortaleza. Su dueño puede controlar la importante carretera comercial a lo largo del Danubio: este es el motivo por el que desde el Neolítico haya estado habitado, fortaleciéndose su construcción en la Edad del Bronce y en la Edad de Hierro. Más tarde, celtas y romanos construyeron su fortaleza en este lugar. Entre las ruinas de origen romano se encontraron las que constituyen la primera iglesia cristiana al norte del Danubio.
El castillo eslavo fue fundado en el siglo VIII y desempeñó un papel crucial durante las frecuentes guerras entre Moravia y Francia. Después de su construcción, se añadió una iglesia, inspirada de los bizantinos de la región de Macedonia, lugar desde el que los santos Cirilo y Metodio llegaron a Moravia. La iglesia fue también decorada por pintores italianos.

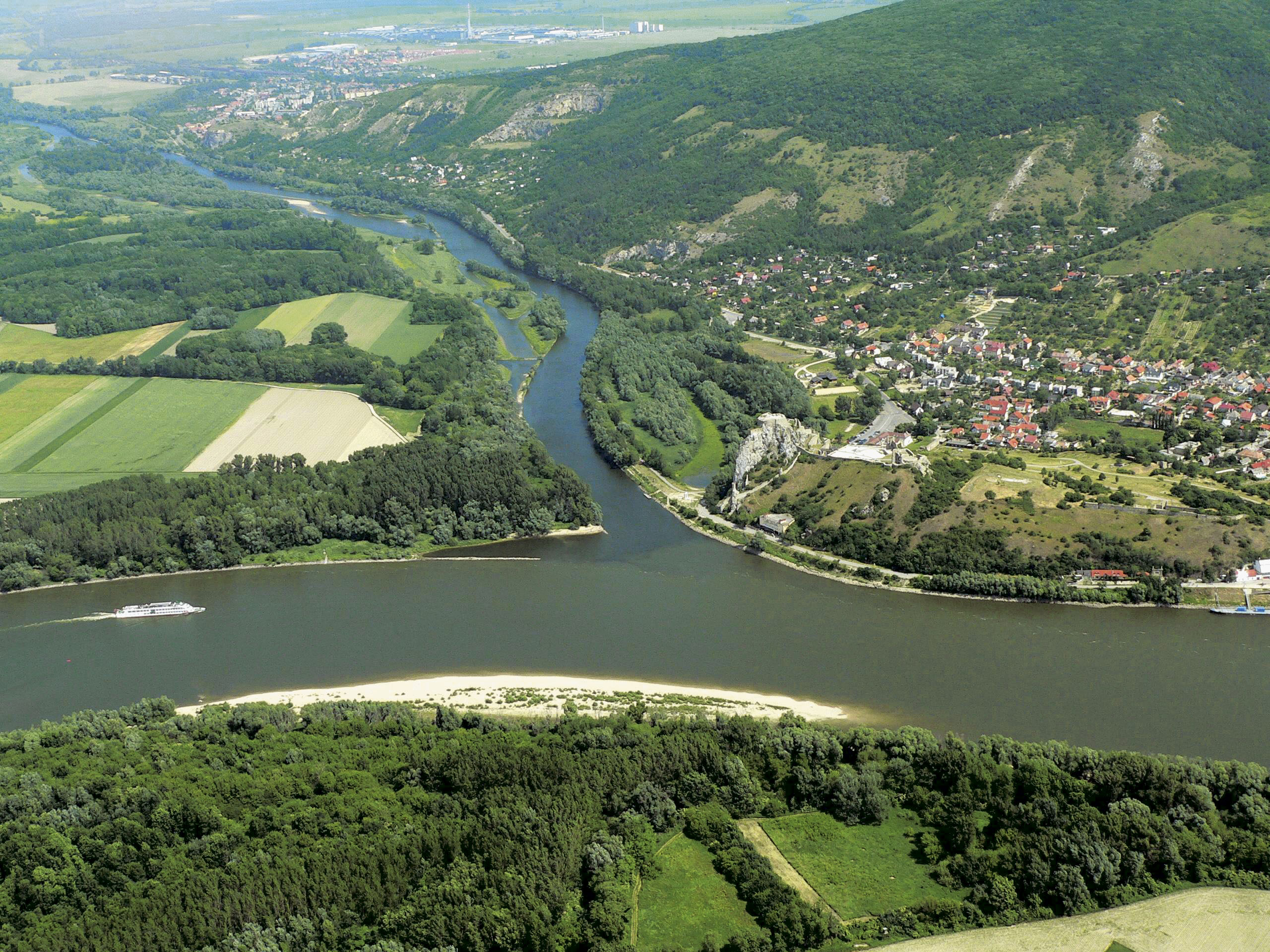
Vista aérea del castillo.

En el siglo XIII se erigió un castillo medieval de piedra para proteger la frontera occidental del Reino de Hungría: el nombre de "castelanus de Devin" apareció en 1320. En el siglo XV se le agregó un palacio al castillo, y sus fortificaciones fueron reforzadas durante las guerras contra el Imperio otomano. En 1809, el castillo fue destruido por Napoleón Bonaparte, durante la guerra de la Quinta Coalición.
A partir del siglo XIX, Devín se convirtió en un símbolo nacional para los eslovacos, considerado como el punto más occidental del Reino de Hungría. Su historia ha inspirado a muchos poetas del Romanticismo, como el poeta húngaro Endre Ady utilizado como símbolo de la modernidad y la occidentalización en su poema "Góg y Magóg".
Algunas partes del castillo se reconstruyeron en el siglo XX, de manera que hoy en día el castillo alberga un museo.